# Первомайка (Узункольський район)
Первома́йка (каз. Первомай) — село у складі Узункольського району Костанайської області Казахстану. Входить до складу Прісногірковського сільського округу.
Населення — 71 особа (2021; 170 у 2009, 205 у 1999, 256 у 1989).